# Ronaldo
Ronaldo är den portugisiska och spanska motsvarigheten till namnet Ronald.

## Fotbollsspelare
- Cristiano Ronaldo (född 1985), fotbollsanfallare i det portugisiska landslaget
- Ronaldo Luís Nazário de Lima (född 1976), fotbollsspelare, brasiliansk landslagsspelare
- Ronaldo de Assis Moreira (född 1980), fotbollsspelare i Flamengo och det brasilianska landslaget, också känd som Ronaldinho Gaúcho eller bara Ronaldinho
- Ronaldo Aparecido Rodrigues, brasiliansk fotbollsspelare i Werder Bremen
- Ronaldo Guiaro (född 1974), fotbollsspelare, tidigare känd som Ronaldinho
- Ronaldo Rodrigues de Jesus (född 1965), 'Ronaldão', en av de brasilianska landslagsspelarna som var med och vann VM i fotboll 1994